# 아라비아타

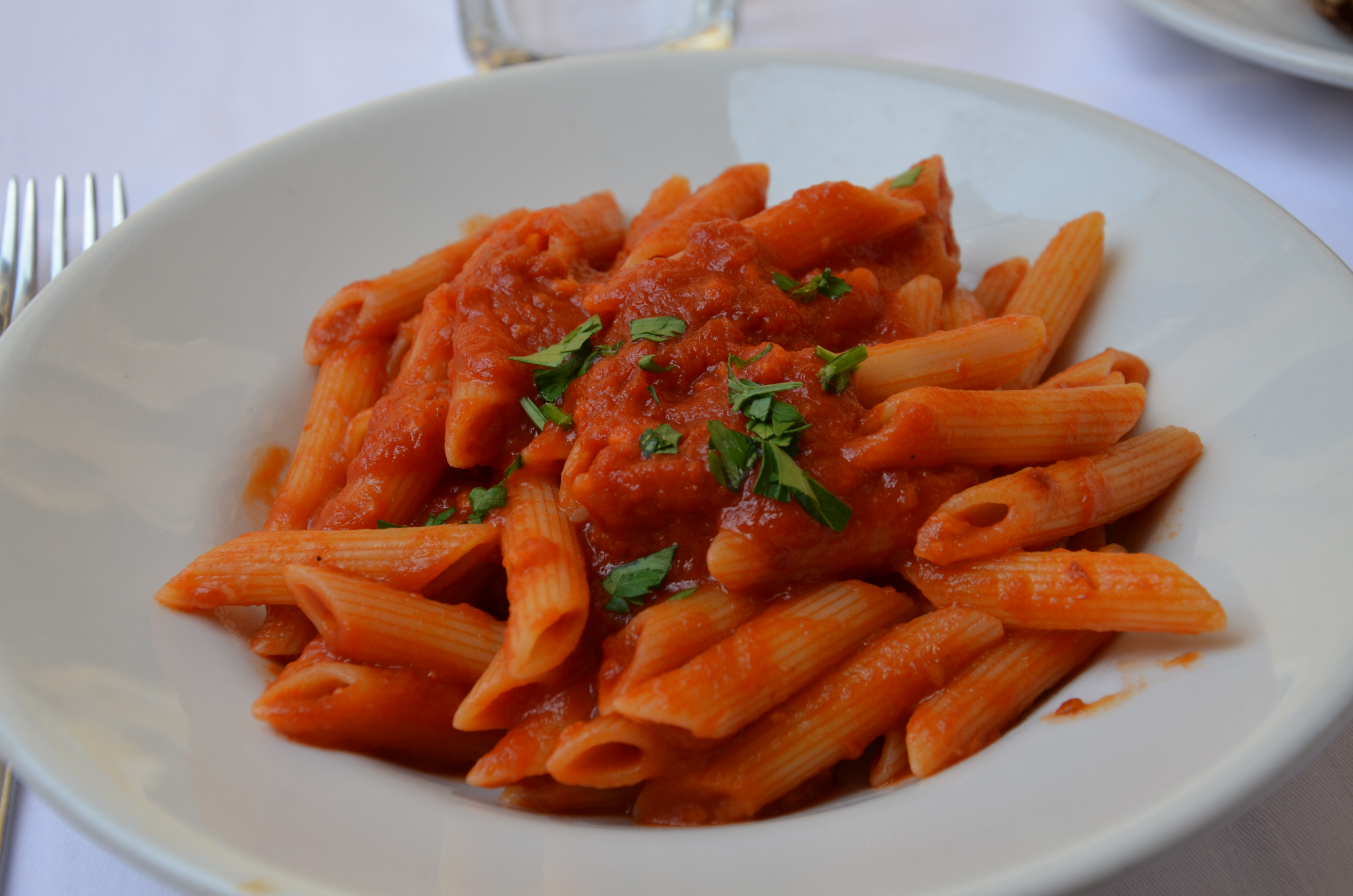
펜네 알라비아타

아라비아타 소스(이탈리아어:sugo all'arrabbiata, Arrabbiata sauce)는 마늘, 토마토, 고추 등을 올리브유에 조리하여 만드는 매운 소스이다. 아라비아타는 이태리어로 “화난”이란 뜻이며 고추 때문에 많이 맵기 때문에 이름이 붙었다.

## 준비
보통 아라비아타 소스에는 펜네와 함께 준비하며 위에 파슬리 흩뿌리는 것이 보통이다. 대부분의 조리법에서는 파르미자노 레자노 치즈를 뿌려야 한다고 하지만 필수적이지는 않다.
소스를 만드는데 필요한 재료가 많지 않아 가격이 저렴한 편이다. 물론 파스타에 널리 쓰이지만 다른 요리에도 잘 어울려서 육류나, 해산물, 피자 재료로도 사용한다. 대표적인 예가 아라비아타 소스로 양고기를 조리한 아그넬로 알라비아타이다. 홍고추를 위에 잘게 썰어서 올려 매운 향을 가미하는 것은 남부 이탈리아에서 흔히 나타난다.

## 같이 보기
- 이탈리아 요리